# محمد فخری
محمد فخری (۱۳۳۷ در کرمانشاه -) هنرمند مجسمه‌ساز، نقاش و طراح است. وی بیش از سی سال است که به طراحی و ساخت مجسمه اشتغال دارد. بیشتر آثار محمد فخری در شهر اصفهان نصب شده‌اند. وی رئیس انجمن مجسمه سازان اصفهان است.

## آثار و فعالیت‌ها
- نماد ذوب آهن در اصفهان
- نماد فولاد صبا در اصفهان
- نماد شیر سنگی در خروجی اصفهان به چهار محال و بختیاری
- تندیس «رهایی» گلستان شهدای اصفهان، ۱۳۷۹
- آب‌نمای کوی سنگ‌تراشهای اصفهان با عنوان «نگهداران چشمهٔ حیات»
- نقش برجسته «هفت اورنگ» روی دیوار تالار هنر اصفهان
- تندیس نخستین جشنواره فیلم قرآن و عترت (تسنیم) با الهام از آیه «اقرا باسم ربک الذی خلق»، ۱۳۸۹.[۱]
- مجسمه‌های موزهٔ پوشاک قیصریه اصفهان با ۱۸ پیکره
- مجسمه‌های موزهٔ مردم‌شناسی صفوی (موزهٔ حمام علیقلی‌آقا در اصفهان)
- نقش برجستهٔ زندگی در ایستگاه مترو اصفهان (مشترک)
- تندیس فرشتگان در اصفهان
- تندیس شالی‌کار در لنجان در استان اصفهان
- تندیس سعدی
- تندیس مسافر
- تندیس باغبان
- آغاز فعالیت‌های هنری از سالهای ۱۳۵۴ با شرکت در مسابقات هنری و کسب مقام‌های اول و دوم در اردوهای رامسر
- مربی طراحی و خوشنویسی در خانه جوانان کرمانشاه از سال ۱۳۶۰
- سال ۱۳۶۳ سکونت در اصفهان و ساخت مدل‌های آناتومی
- سال ۱۳۶۷ دانشجوی رشته نقاشی دانشگاه هنرهای زیبای تهران با احراز رتبه اول در طراحی
- سال ۱۳۶۸ انتقال به دانشگاه پردیس اصفهان
- سال ۱۳۶۸ تجهیز و تدریس در کارگاه حجم سازی دانشگاه پردیس
- فارغ‌التحصیل رتبه اول دانشگاه پردیس
- مؤسس و مدرس رشته مجسمه‌سازی هنرستان هنرهای زیبای اصفهان (پس از انقلاب) در سال ۱۳۶۸
- عضو هیئت مؤسس و رئیس انجمن صنفی آموزشگاه‌های هنری استان اصفهان به مدت ۵ سال
- عضو هیئت مؤسس و عضو هیئت مدیره و سرپرست انجمن مجسمه سازان اصفهان، اولین انجمن هنری رسمی پس از انقلاب از سال ۷۲ تا کنون
- عضو مؤسس و ثابت شورای تأیید صلاحیت متقاضیان تأسیس آموزشگاه‌های تجسمی استان اصفهان
- داور سه دوره جشنواره ملی رضوی
- داور دوازده جشنواره تجسمی ملی و استانی
- عضو هیئت امنای هنرستان هنرهای زیبا
- عضو انجمن هنرهای تجسمی مرکز
- برگزاری اولین نمایشگاه مجسمه‌سازی فارغ التحصیلان مجسمه‌سازی هنرستان هنرهای زیبا ۱۳۷۲
- شرکت در اولین بینال مجسمه سازان کشور
- شرکت در سمپوزیوم سردیس مشاهیر صفوی
- شرکت در نمایشگاه بین‌المللی هنر ترکمنستان به همراه سخنرانی و دریافت دیپلم افتخار
- شرکت در چندین نمایشگاه گروهی داخلی
- دبیر سمپوزیوم ساخت سردیس مشاهیر هنرستان هنر اصفهان
- ساخت بیش از ۲۰ مجسمه شهری در اصفهان و شهرهای مختلف و کشور عراق
- کارشناس و مشاور زیباسازی چند شهر و موزه و گالری
- تأسیس اولین آموزشگاه آزاد تخصصی مجسمه‌سازی اصفهان سال ۱۳۷۳